# Carpe Diem (Joker Out)
»Carpe Diem« je rock-pop pesem slovenske glasbene skupine Joker Out. Pesem je izšla in bila prvič predstavljena 4. februarja 2023. RTV Slovenija je 8. decembra 2022 sporočila, da bodo Joker Out zastopali Slovenijo na Pesmi Evrovizije 2023 v Liverpoolu s to pesmijo.
Po podatkih IPF-ja je bila »Carpe Diem« druga največkrat predvajana skladba na slovenskih radijskih postajah v letu 2023.